# Future Technology Devices International
 (février 2013).
Si vous disposez d'ouvrages ou d'articles de référence ou si vous connaissez des sites web de qualité traitant du thème abordé ici, merci de compléter l'article en donnant les références utiles à sa vérifiabilité et en les liant à la section « Notes et références ».
Future Technology Devices International, abrégé FTDI est une entreprise privée écossaise de semi-conducteurs spécialisée dans l'interfaçage USB. Elle conçoit et vend des circuits intégrés permettant de convertir aux normes USB des appareils communiquant en série pour qu'ils s'adaptent à l'utilisation avec des ordinateurs récents. Le pilote est fourni gratuitement par FTDI et est disponible pour les plateformes Windows, Windows CE, Mac OS X, Android et Linux. Le pilote permet d'émuler un port COM.
Les puces FTDI sont utilisées notamment avec les microcontrôleurs Atmel AVR sur certaines cartes Arduino et permet de les programmer depuis un ordinateur via USB.